# Władimir Maksimowski
Władimir Nikołajewicz Maksimowski (ros. Вла́димир Никола́евич Максимо́вский, ur. 23 stycznia 1887 w Moskwie, zm. w listopadzie 1941) – rosyjski rewolucjonista, radziecki działacz partyjny i państwowy.

## Życiorys
W 1903 wstąpił do SDPRR, 1906 wyemigrował na rok do Szwajcarii, po powrocie został aresztowany i w 1914 skazany na zesłanie pod nadzór policji do Charkowa, później zesłany do Samary. Po ponownym aresztowaniu został zesłany do guberni irkuckiej, po rewolucji lutowej 19 marca 1917 amnestionowany, od kwietnia 1917 do września 1918 był członkiem Moskiewskiego Obwodowego Biura SDPRR(b)/RKP(b), a od grudnia 1917 członkiem Tulskiego Komitetu Wojskowo-Rewolucyjnego, jednocześnie 1917-1918 sekretarzem Komitetu Wykonawczego Moskiewskiej Rady Obwodowej. Od 19 września do 16 grudnia 1918 był sekretarzem odpowiedzialnym Moskiewskiego Komitetu Obwodowego RKP(b), 1918-1919 kierownikiem Wydziału Instruktorskiego NKWD RFSRR i członkiem Kolegium NKWD RFSRR, od kwietnia 1919 do maja 1920 kierownikiem Wydziału Ewidencyjno-Dystrybucyjnego KC RKP(b) i jednocześnie od maja 1919 pełnomocnikiem KC RKP(b) i WCIK ds. przeprowadzenia mobilizacji w guberni moskiewskiej. Od sierpnia 1919 do stycznia 1920 był zastępcą ludowego komisarza oświaty RFSRR, potem kierownikiem Wydziału Ewidencyjno-Dystrybucyjnego Głównego Zarządu Politycznego Ludowego Komisariatu Komunikacji Drogowej RFSRR, od października 1920 przewodniczącym riazańskiej gubernialnej narady aprowizacyjnej, a w 1921 wojskowym komisarzem Akademii Wojskowej Armii Czerwonej. W 1921 został zastępcą przewodniczącego Głównego Zarządu Kształcenia Politycznego Ludowego Komisariatu Oświaty RFSRR, później zastępcą ludowego komisarza oświaty RFSRR i członkiem Kolegium Ludowego Komisariatu Oświaty RFSRR, od stycznia do maja 1924 był sekretarzem odpowiedzialnym rejonowego komitetu RKP(b) w Moskwie, a od 1925 dziekanem Wydziału Ekonomicznego Akademii Rolniczej im. Timiriaziewa. Miał tytuł profesora, był członkiem Prezydium Akademii Komunistycznej, wykładowcą Wydziału Historii i Filozofii 1 Moskiewskiego Uniwersytetu Państwowego i kierownikiem wydawnictwa WCIK. 27 lipca 1937 został aresztowany, następnie skazany.